# でーじ、かりゆし
「でーじ、かりゆし」は日本のインディーズバンド・かりゆし58が2009年4月8日に発売した2枚目のアルバム。

## 概要
前作「そろそろ、かりゆし」から約2年ぶりのリリース。
同じ南の島出身の共通点があり、メンバーの希望から収録曲「ただひとつだけ伝えたいこと」にはPVが制作され、上原美優が出演しており、PV内で共演している。また同曲のPVはYouTubeの「LD&Kチャンネル」にて視聴する事が出来る。
タイトルの「でーじ」は沖縄弁で「超」などを意味し、前作のアルバム「そろそろ、かりゆし」が起点を意味しており、なら「そろそろ幸せに向おう」の意味から付けられた。ジャケットは通常盤・初回盤共に沖縄で撮影されている。
発売においてドン・キホーテでは該当店で購入すると、購入者特典として付属のQRコードからの応募で抽選でかりゆし58の直筆入りTシャツがプレゼントされた。また、店内では「さよなら」がメンバーのコメントと共に流れていた。

## 収録曲

### 通常盤
1. 希望の唄
4thシングル。朝日新聞社「サッカーCM」テーマソング
2. ナナ
5thシングル。
3. レイニー・レイニー
4. エーデルワイス
au沖縄セルラー電話「つながるのはauキャンペーン」CMソング
5. 夜行列車
6. 世界はきっと
コカ・コーラ「もっと家族を楽しもう」キャンペーンソング
7. さよなら
6thシングル。日本テレビ「銭ゲバ」主題歌
8. 情熱の薔薇
THE BLUE HEARTSのカバー。ダイハツ工業「タントカスタム」CMソング
9. 君のそばに
10. ノーグッバイ自分
11. ウクイウタ
3rdシングル。テレビ東京「音楽ば〜か」2008年4月度エンディングテーマ
12. 大光～オーライ～
13. ただひとつだけ伝えたいこと
14. アンマー（ライブver.）

### 初回限定盤
CD
1. 希望の唄
2. ナナ
3. レイニー・レイニー
4. エーデルワイス
5. 夜行列車
6. 世界はきっと
7. さよなら
8. 情熱の薔薇
9. 君のそばに
10. ノーグッバイ自分
11. ウクイウタ
12. 大光～オーライ～
13. ただひとつだけ伝えたいこと

DVD
1. 手と手
2. ウクイウタ
3. ナナ
4. アンマー
5. はじまりの前

ほか